# Даниел Кала
Даниел Кала (на английски: Daniel Kalla) е канадски лекар и писател на произведения в жанра медицински трилър и исторически роман.

## Биография и творчество
Даниел Кала е роден на 4 май 1966 г. във Ванкувър, Британска Колумбия, Канада. Неговият дядо бяга от Чехословакия седмици преди нацисткото ѝ анексиране през 1939 г. И дядо му, и баща му са били практикуващи лекари. Следва в Университета на Британска Колумбия, където получава бакалавърска степен по математика и докторска степен по медицина. Посещава и курс по сценаристика в университета „Саймън Фрейзър“. След дипломирането си работи в болницата „Сейнт Пол“ във Ванкувър, където става ръководител на спешната медицина. Той е асоцииран клиничен професор в Университета на Британска Колумбия.
Първият му роман „Пандемия“ от поредицата „Д-р Ноа Халдейн“ е издаден през 2005 г. Той е вдъхновен от опита му при скрининг на потенциални пациенти със SARS във Ванкувър по време на избухването през 2003 г. В историята нов смъртоносен коронавирус с животински произход се появява в отдалечената китайска провинция Гансу. С проблема се заема д-р Ноа Халдейн от СЗО, и открива, че новият вирус е много по-смъртоносен от SARS, като убива една на всеки четири жертви, независимо от тяхната възраст или здравословно състояние и бързо се разпространява. През 2020 г. този сценарий става реалност с появата на COVID 19. Романът става бестселър в списъка на „Ню Йорк Таймс“ и го прави известен.
През 2006 г. е издаден трилърът му „Резистентност“. В историята д-р Каталина Лопес от Центъра за контрол на заболяванията обединява усилията си със специалиста по инфекциозни болести от ванкувърската болница „Свети Майкъл“ д-р Греъм Килбърн, за да намерят лек срещу зараза от свръхрезистентна мутация на стрептококи от група А. Но усилията им се изправят срещу загадъчна конспирация на сенчести сили, умишлено разпространяващи заразата.
Следващият му трилър, „Терапия на гнева“, е издаден през същата година. В историята д-р Джоел Ашман съдейства на Сиатълското полицейско управление за разкриването на дивашкото убийство на ментора си д-р Стенли Колбърг, който е лекувал всякакви социопати и осъждани убийци. Скоро той самият се превръща в мишена за неизвестния извършител.
През 2011 г. е издаден първия му роман „Отдалечената страна на небето“ от следващата му поредица исторически романи „Шанхай“. В книгата главният герой, евреинът и известен хирург, д-р Франц Адлер е избягал в Шанхай с дъщеря си спасявайки се от Холокоста на нацистите. Там той се опитва да запази болницата за бежанци отворена и да защити семейството си от ужасна съдба, след като японската имперска армия вилнее в Китай.
Книгите му са преведени на десет езика, книгите „Пандемия“ и „Резистентност“ са избрани за игрални филми, а поредицата „Шанхай“ за телевизионен сериал.
Даниел Кала живее със семейството си във Ванкувър.

## Произведения

### Самостоятелни романи
- Resistance (2006)[1][2][3][4]
Резистентност, изд.: „ИнфоДАР“, София (2007), прев. Николай Костов
- Rage Therapy (2006)
Терапия на гнева, изд.: „ИнфоДАР“, София (2008), прев.
- Blood Lies (2007)
- Of Flesh and Blood (2010)
- We All Fall Down (2019)
- The Last High (2020)
- Lost Immunity (2021)
- The Darkness in the Light (2022)
- Fit to Die (2023)

### Поредица „Д-р Ноа Халдейн“ (Dr. Noah Haldane)
1. Pandemic (2005) [1][2][3]
Пандемия, изд.: „ИнфоДАР“, София (2007), прев. Петър Тушков
2. Cold Plague (2008)

### Поредица „Шанхай“ (Shanghai)
1. The Far Side of the Sky (2011)[1][3]
2. Rising Sun, Falling Shadow (2013)
3. Nightfall Over Shanghai (2015)